# Institutet för folklivsforskning

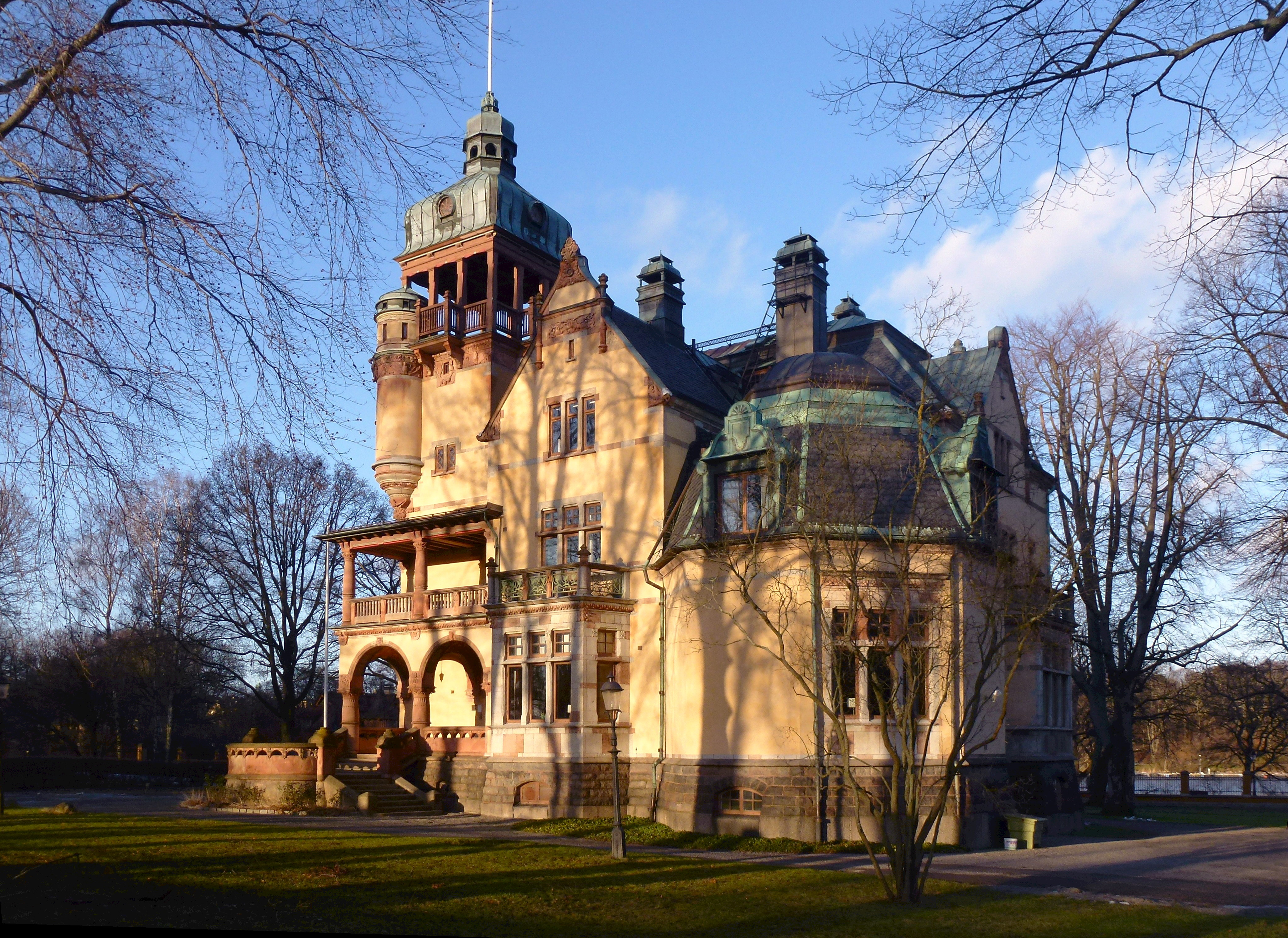
Villa Lusthusporten donerades till Nordiska museet 1940.

Institutet för folklivsforskning var beteckningen på en avdelning vid Nordiska museet och en institution vid Stockholms universitet, bildad 1941. Dess verksamhet bestod av forskning och undervisning i folklivsforskning, en akademisk disciplin som i början av 1970-talet officiellt bytte namn till etnologi (beteckningen etnologi hade dock förekommit synonymt med folklivsforskning även tidigare).
Verksamheten var knuten till den så kallade ”Hallwylska professuren”, en donation av Walther och Wilhelmina von Hallwyl. Den Hallwylska professuren var en av de första humanistprofessurerna i Stockholm. Innehavaren var avlönad av Nordiska museet och hade undervisnings- och examinationsskyldighet vid Stockholms högskola, senare Stockholms universitet. Institutet som 1941 knöts till professuren erhöll 1943 en ekonomisk stödorganisation, Samfundet för svensk folklivsforskning, som från 1948 utgav årsskriften Liv och folkkultur. Årsredogörelser återgavs från 1944 i Fataburen.
Professurens ämne hette till att börja med ”Nordisk och jämförande folklivsforskning”, vilket också användes när liknande professurer tillsattes i Uppsala och Lund på 1940-talet. Först på 1970-talet började termen etnologi att användas. Fram till 1969 bodde professorn i Villa Lusthusportens övre våningar. Denna tradition bröts när Mats Rehnberg som tillträdande professor avstod från bostaden och inledde den omfattande ominredning som gjorde det möjligt att ta emot kraftigt växande studentkullar i huset under 1970-talet. Denna omvandling skildras – tillsammans med både tidigare och senare perioder i institutets historia – i den jubileumsbok som utgavs vid professurens och institutionens 75-årsjubileum.
Sommaren 2001 flyttades utbildningen och forskningen i etnologi till Södra huset på Stockholms universitets campus i Frescati där verksamheten en tid gick under dubbelbeteckningen Institutet för folklivsforskning/Etnologiska institutionen. Samarbetet mellan akademi och museum fortlöpte som tidigare med den Hallwylska professuren som bindeled bland annat inom ramen för Nordiska museets forskarskola, finansierad av Riksbankens Jubileumsfond och Vitterhetsakademien.
Sedan etnologiämnet kommit att organiseras inom Institutionen för etnologi, religionshistoria och genusvetenskap släpptes beteckningen ”Institutet för folklivsforskning” av universitetsetnologin. Vid Nordiska museet behölls den till 2016, för den verksamhet som var knuten till Hallwylska professorns verksamhet. 
År 2015 omförhandlades överenskommelsen mellan Nordiska museet och Stockholms universitet och den Hallwylska professuren omvandlades till en gästprofessur, finansierad av båda parter och med ett kraftigt utökat samverkansuppdrag. Anställningen knyts till ett forskningstema, som för åren 2016–2019 är Arktis.

## Innehavare av Hallwylska professuren
- 1918–1934: Nils Lithberg
- 1934–1955: Sigurd Erixon
- 1955–1969: John Granlund
- 1969–1981: Mats Rehnberg
- 1981–2001: Åke Daun
- 2001–2015: Birgitta Svensson[6]
- 2016–2019 (som gästprofessor): Lotten Gustafsson Reinius[7]